# Terra sigillata

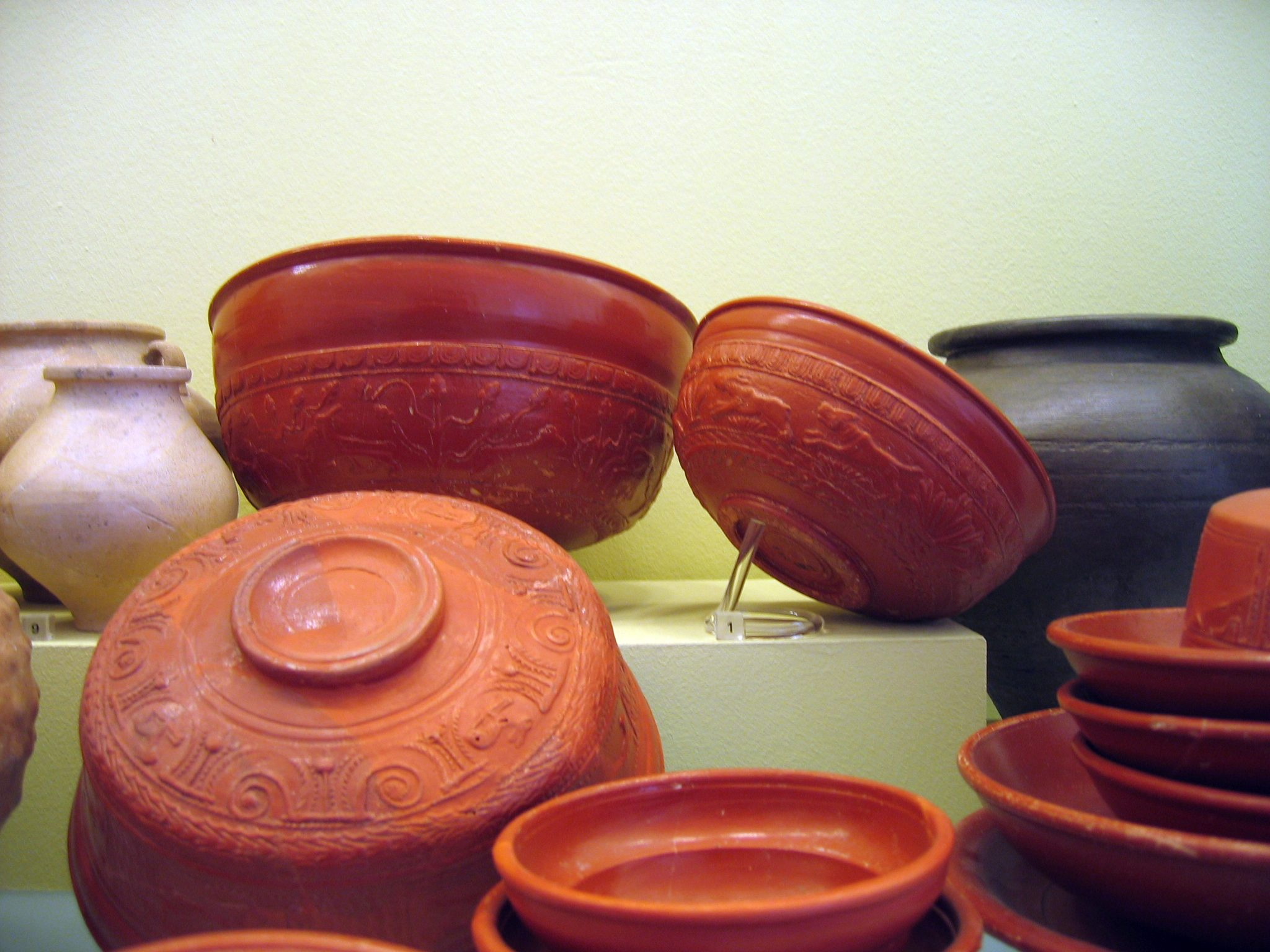
Naczynia terra sigillata z widoczną wazą typu Dr. 29 (na pierwszym planie, po lewej) i dwiema typu Dr. 37 (na dalszym planie)

Terra sigillata (łac./wł. dosł. „ziemia stemplowana”) – rodzaj rzymskiej ceramiki użytkowej charakteryzującej się czerwoną barwą polewy; niekiedy zwana też ceramiką samijską (od ang. Samian ware).

## Cechy szczególne
Ceramika określana współcześnie tą nazwą wyróżniała się ponadto połyskliwą powierzchnią – gładką lub zdobioną rozmaitą dekoracją reliefową (stemplowaną, rytą, nakładaną, barbotinową). Wyrabiana była masowo w matrycach w określonym zestawie form użytkowych (zastawy stołowe). Połysk powierzchni uzyskiwano przez pokrywanie jej angobą przed wypałem w wysokiej temperaturze, dzięki czemu naczynia te cechowała duża trwałość. Były one opatrywane sygnaturami wytwórcy (właściciela warsztatu bądź garncarza) wyciskanymi wewnątrz (na dnie) albo zewnętrznie (w polu dekoracji).  

## Pochodzenie i rozwój

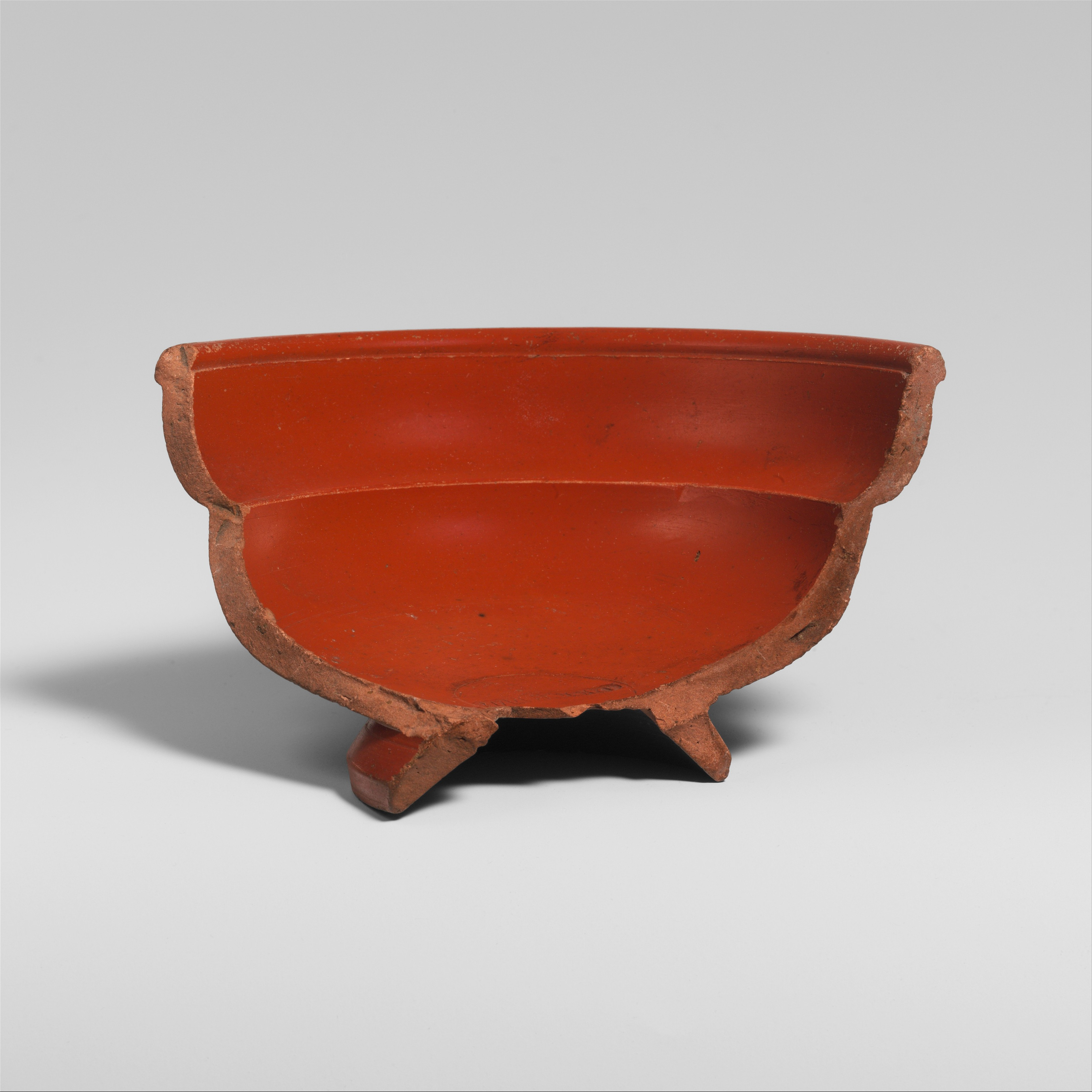
Przekrój typowego naczynia

Terra sigillata wywodzona jest od czerwonej ceramiki hellenistycznej, wytwarzanej od połowy II wieku p.n.e. w Azji Mniejszej (Pergamon) i Syropalestynie. Na terenie Italii zaczęto ją wytwarzać od schyłku I w. p.n.e., głównie w Arretium (ceramika aretyńska), a następnie w Kampanii (Puteoli) i ośrodkach produkcyjnych nad Padem (Bolonia, Padwa, Cremona, Akwileja). 
Pod koniec I stulecia p.n.e. producenci aretyńscy przenieśli wytwórczość na obszar pozaitalskich prowincji Rzymu, tworząc filie w południowej Galii (La Graufesenque, Banassac, Montans) i Lugdunum (Lyonie), a następnie w połowie I wieku n.e. rozwijając ją w Galii środkowej (Lezoux), zaś w II w. n.e. – w Galii wschodniej (La Madeleine) i Górnej Germanii, skąd uległa rozszerzeniu na Brytanię (Colchester) i Hiszpanię. Produkcja tych naczyń odbywała się później także na obszarze Recji, Noricum, Panonii (zwłaszcza Aquincum) oraz północnej Afryki. Dla wschodnich prowincji imperium typowe były gładkopowierzchniowe, niezdobione  naczynia, określane obecnie jako wschodnia sigillata B (EAB – Eastern sigillata B). Wyrób ceramiki tego rodzaju trwał aż do końca starożytności. Pochodzące z Italii i Galii wczesne przykłady sigillaty z delikatną dekoracją figuralną mają wysoką wartość artystyczną. Po upadku imperium ludy napływowe nie kontynuowały tej produkcji, najpewniej ze względów technologicznych.

## Użytkowanie i znaczenie

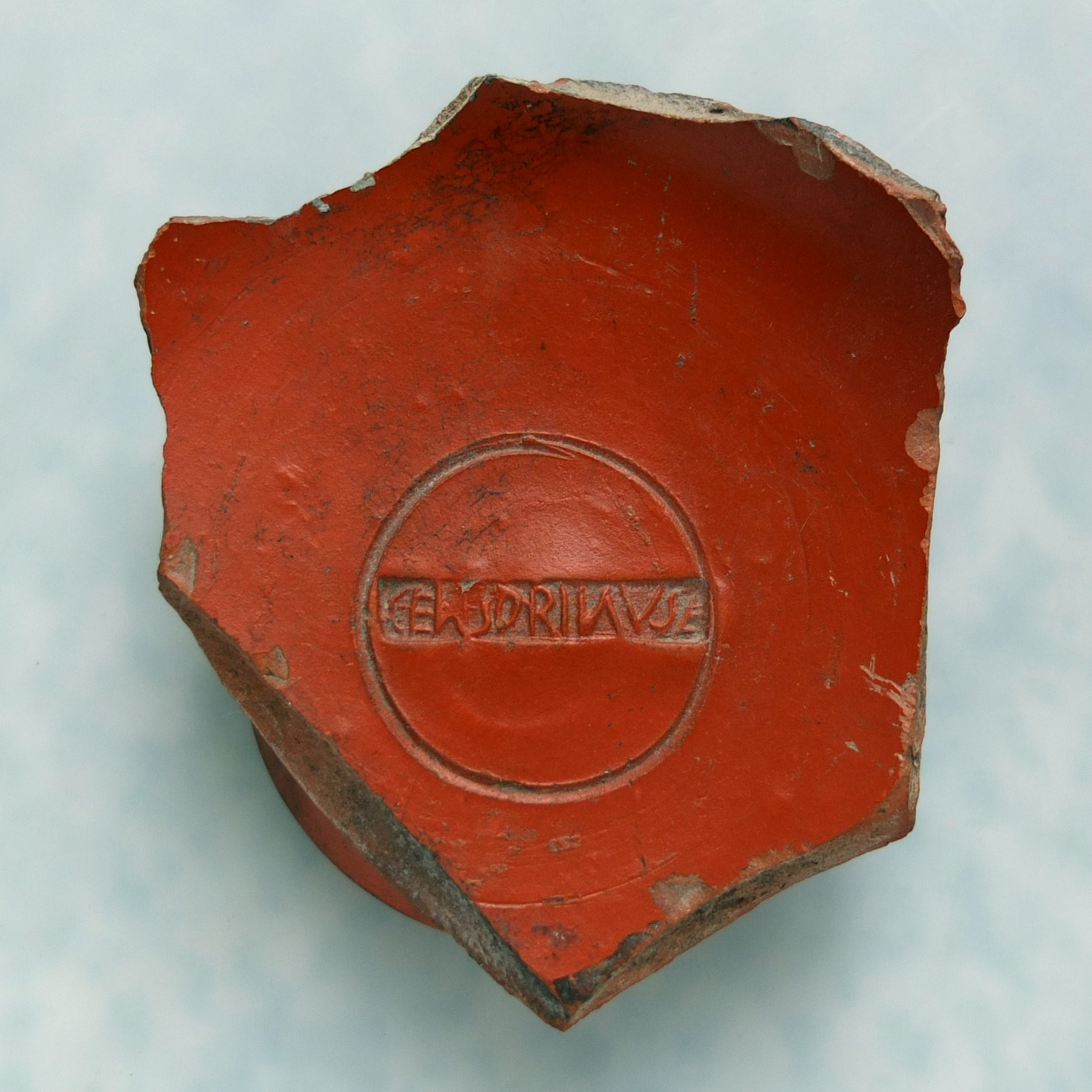
Stempel denny producenta (Censorinusa z Trewiru)

Najważniejszymi odbiorcami produkcji terra sigillaty było wojsko i zromanizowana ludność prowincji. Przeznaczona przede wszystkim na zastawę stołową, była w istocie popularną odmianą wyrobów luksusowych – naśladownictwem trybowanych naczyń z metali szlachetnych; popularność zawdzięczała masowej dostępności, niskiej cenie i walorom estetycznym. Dla potrzeb miejscowych często wyrabiano imitacje gorszej jakości. Naczynia te były również obiektem handlu z barbarzyńcami, przenikając na ich obszar także jako łupy wojenne.
Żaden inny rodzaj ceramiki starożytnej nie rozprzestrzenił się tak szeroko, umożliwiając dziś dokładne poznanie metod produkcji i prześledzenie handlowych szlaków zbytu. Występowała ona powszechnie na obszarze cesarstwa rzymskiego, a ze względu na możliwość identyfikacji miejsca wytwarzania i stosunkowo dokładne ustalenie jej chronologii, pomocna jest przy datowaniu innych znalezisk archeologicznych z danego okresu w przedziale historycznym I–IV wieku. Typologia jej opiera się wciąż na klasyfikacji opublikowanej w 1896 przez H. Dragendorffa, który wyróżnił 55 zasadniczych form; podział ten został tymczasem udoskonalony i poszerzony o nowe wyodrębnione typy.

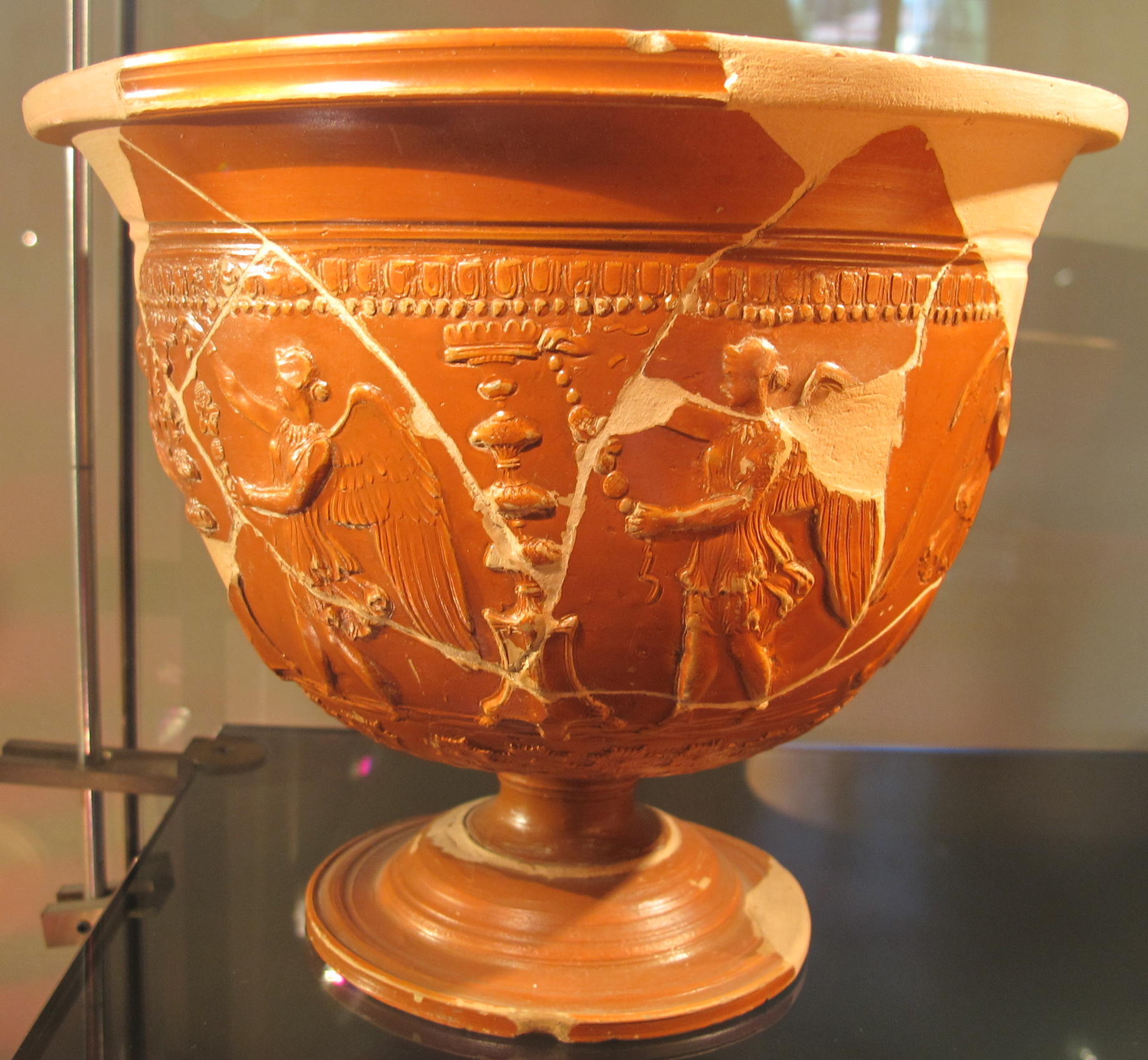
Waza aretyńska – czara typu Dr. 11
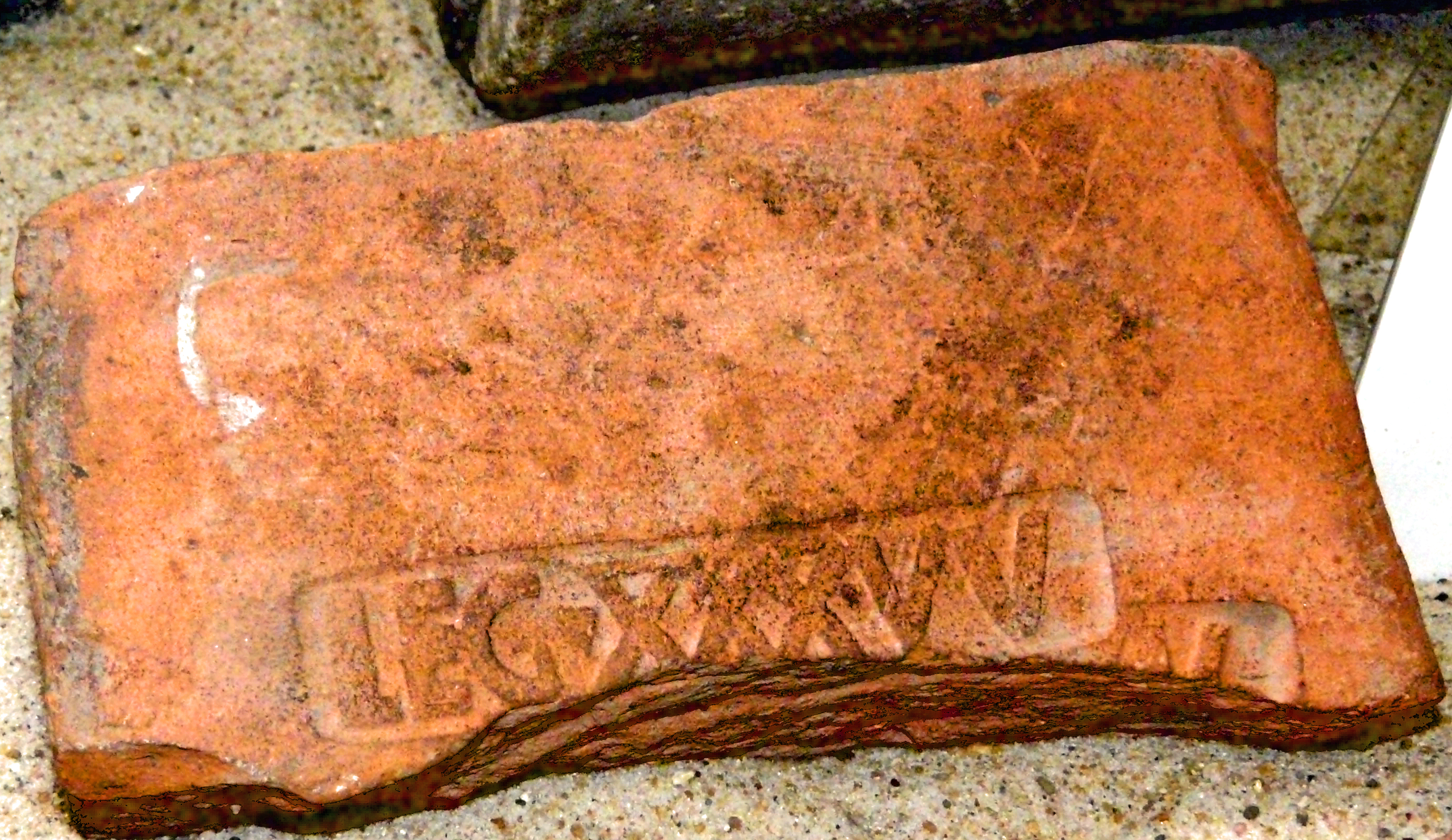
Cegła ze stemplem produkcji wojskowej (XXX legionu z Castra Vetera)
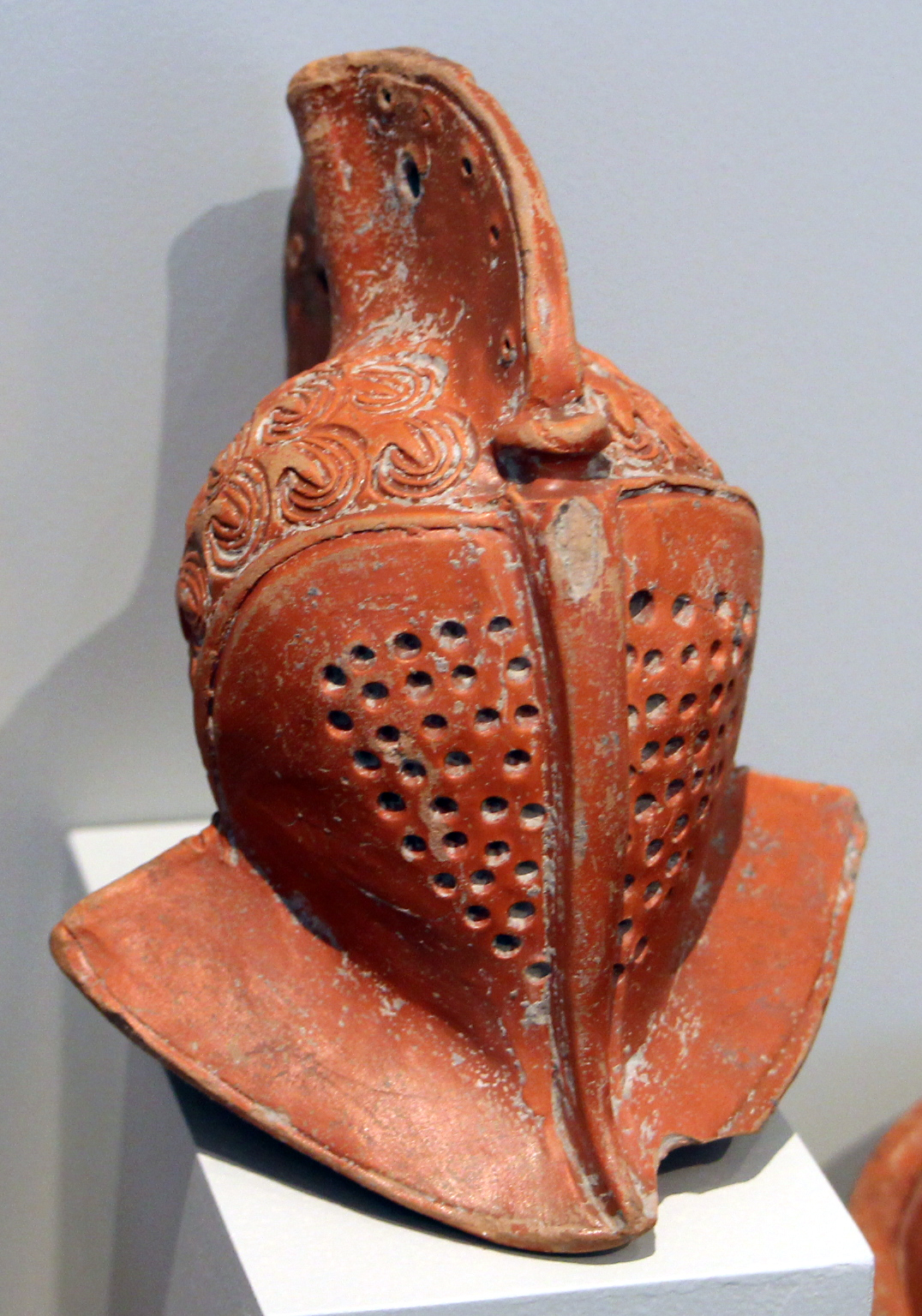
Wyrób zdobniczy w postaci hełmu gladiatora